# Titulair bisdom Ieper
Het titulair (aarts)bisdom Ieper is in 1969 binnen de Katholieke Kerk opgericht, in herinnering aan het vroegere bisdom Ieper, dat verdween naar aanleiding van het Concordaat van 1802. De titel werd in de twintigste en eenentwintigste eeuw weer opgenomen, zonder herstel van het bisdom en tot nog toe viermaal toegekend, tweemaal als bisschoppelijke en tweemaal als aartsbisschoppelijke titel:
- 1969-2001: Joseph Mees[1] (Bornem, 18 april 1923 - 9 december 2001), pauselijk nuntius, aartsbisschop (1969-2001). Mees werd in 1948 tot priester gewijd en op 30 juni 1969 tot titulair aartsbisschop van Ieper. Hij was apostolisch nuntius of pro-nuntius in Indonesië (1969-1973), Paraguay (1973-1985), Zuid-Afrika en Lesotho (1985-1987).
- 2003-2004: kardinaal Gustaaf Joos[2], titulair aartsbisschop van Ieper.
- 2006-2010: Jacques Blaquart (°1951). Geboren in Roumazières (Charente) op 19 december 1951, werd Blaquart in 1982 tot priester gewijd en op 28 juni 2006 tot bisschop, als titulair bisschop van Ieper en hulpbisschop van Bordeaux. Op 27 juli 2010 werd hij tot bisschop van Orléans benoemd, waarbij zijn status wijzigde van titulair bisschop van Ieper naar zetelend bisschop van Orleans[3].
- 2011-heden: Jean Kockerols, hulpbisschop Mechelen-Brussel en titulair bisschop van Ieper.